# Haematopinus bufali
Haematopinus bufali är en insektsart som först beskrevs av De Geer 1778.  Haematopinus bufali ingår i släktet Haematopinus och familjen hovdjurslöss. Inga underarter finns listade i Catalogue of Life.